# Capital Centre
Le Capital Centre (auparavant USAir Arena et US Airways Arena) était une salle omnisports située le long du Capital Beltway près du FedEx Field à Landover, Maryland dans la banlieue est de Washington, D.C..
Entre 1973 et 1997 ses locataires était les Washington Bullets, une franchise de basket-ball évoluant en NBA, puis un an plus tard en 1974 s'installe les Capitals de Washington qui sont une franchise de hockey sur glace de la LNH. Le basket-ball universitaire arrive en 1981 avec l'équipe de l'Université de Georgetown, les Georgetown Hoyas (NCAA). Une équipe de Football en salle de la Continental Indoor Soccer League, les Washington Warthogs, joue dans la salle entre 1994 et 1997. Complétée en 1973, l'arène pouvait asseoir 18 756 spectateurs pour les matchs de basket-ball et 18 130 pour le hockey sur glace.

## Histoire
Jusqu'en novembre 1973, les Bullets ont tenu leurs matchs à domicile dans la Cole Field House sur le campus de l'Université du Maryland à College Park. Le Capital Centre a accueilli son premier match NBA le 2 décembre 1973, soit exactement 24 ans avant l'inauguration du Verizon Center, les Capital Bullets l'emportèrent sur les Seattle SuperSonics, 98 à 96. Il a été renommé USAir Arena en 1993, mais est retourné de nouveau à son nom original de Capital Centre après que la compagnie aérienne ait laissé tomber les droits d'appellation. L'arène a été détruite par implosion le 15 décembre 2002 pour faire place à un nouveau centre commercial, The Boulevard at the Capital Centre. Les Wizards ont été connus comme Bullets jusqu'en 1997, et ont joué les 20 premiers matchs de la saison NBA 1997-1998 dans la vieille arène. Chacune des trois équipes est parti pour le MCI Center (actuel Verizon Center), situé juste au nord du National Mall dans le Washington, DC, quand il s'est ouvert le 2 décembre 1997.
Le Capital Centre était la première arène équipée d'écrans vidéo sur son tableau d'affichage central suspendu au plafond. L'écran video a été connu comme le "Telscreen". C'était également la première arène construite avec des suites de luxe (Sky Boxes) et un système automatisé de portillon d'accès.
L'amphithéâtre est surtout réputé pour sa fameuse sirène de police lorsque les Capitals marquent un but contre l'équipe adverse durant les années 1980 et 90, il est l'un des premiers arénas de la ligue (incluent le Chicago Stadium, le Civic Arena de Pittsburgh et le Nassau Coliseum de Uniondale) à être équipé d'une sirène des buts pour l'équipe locale.

## Événements
- Concert des Eagles, mars 1977
- NBA All-Star Game 1980, 3 février 1980 (19 035 spectateurs)
- 34e Match des étoiles de la Ligue nationale de hockey, 9 février 1982 (18 130 spectateurs)
- Concerts de Madonna (Blond Ambition Tour), 8 et 9 juin 1990
- WWE Survivor Series 1995, 19 novembre 1995 (14 500 spectateurs)
- ACC men's basketball tournament, 1976, 1981 et 1987
- Concert de Grateful Dead, octobre 1994